# Mocomoco (gemeente)
Mocomoco is een gemeente (municipio) in de Boliviaanse provincie Eliodoro Camacho in het departement La Paz. De gemeente telt naar schatting 16.094 inwoners (2018). De hoofdplaats is Mocomoco.